# Бернардо, Майк
Майкл Шон Барнардо или Майк Бернардо (англ. Mike Bernardo, 28 июля 1969, Фисхук, Кейптаун, ЮАР — 14 февраля 2012, Муйзенберг, Кейптаун, ЮАР) — южноафриканский боец смешанных единоборств, профессиональный боксёр и кикбоксер. В Японии был известен как Беру-чан, где принимал участие в турнирах K-1 с 1994 года. Из его достижений можно отметить победы над такими известными бойцами как Мирко Крокоп, Энди Хуг, Франсиско Фильо, Бранко Цикатич, Стэн Лонгинидис и три победы подряд над легендой K-1 Питером Аэртсом.

## Ранние годы
Майк Бернардо родился в Фисхуке, Кейптаун, ЮАР в семье с итальянским и английскими корнями. Настоящая фамилия Майка была Барнардо, однако для большинства он был известен под фамилией Бернардо. Когда он был подростком, хулиганы часто задирали его и избивали. Бернардо начал заниматься Кёкусинкай каратэ и смог справиться с хулиганами:

 «Я начал заниматься каратэ когда мне было 12-13 лет. Почему я начал им заниматься? Я был подростком и был высоким, но не был сильным. Многие подростки в школе были членами уличных банд, где они могли давить на меня и избивать, потому что я был большим парнем, но они могли доказать, что сильнее меня. Я начал брать уроки боевых искусств и вернулся в школу, где они также пытались давить на меня и бить, но я побил их всех»
— 
Будучи увлечен спортом, Майк занимался всеми видами спорта, которыми хотел. Кроме каратэ, с 6 лет он занимался сёрфингом, а также любил регби. Однако после службы в армии стал акцентированно заниматься боевыми искусствами.

## Профессиональная карьера

### Кикбоксинг
Под руководством тренера — бывшего чемпиона по боксу Стива Калакода Майк начал заниматься кикбоксингом. С Калакода он познакомился на армейской службе, где тот работал в качестве инструктора по физподготовке в военно-морском флоте. Бернардо быстро получил репутацию бойца с нокаутирующим ударом. После боев в ЮАР, Италии и России Бернардо был приглашен одним из английских промоутеров в турнир K-1. Дебютировал на турнире K-1 World Grand Prix 1995 в бою против известного на тот момент бойца Энди Хуга. Бернардо в драматичном поединке сам побывал в нокдауне, однако смог переломить ход боя и победить Хуга в третьем раунде после технического нокаута.
Одним из наиболее удачных для бойца был 1996 год, когда он во второй раз принял участие в K-1 World Grand Prix 1996. В первом же раунде жребий свёл его с Петером Аэртсом. Также как и годом ранее на турнире в бою с Хугом, Бернардо нокаутировал Аэртса правым кроссом и выбил чемпиона K-1 в первом раунде. В этом же году Бернардо добрался до финала турнира, однако в тяжёлом бою уступил Энди Хугу, который изменил свою тактику и использовал преимущество в ударах ногами, пробивая почти в каждой атаке лоу-кик. В следующем году на турнире в первом раунде K-1 World Grand Prix 1997 Майк Бернардо вновь встретился с чемпионом K-1, на этот раз в турнирной сетке ему попался Бранко Цикатич. Майк подходил к бою как гроза авторитетов, уже выбив из турнира двух чемпионов прошлых лет. Бернардо вышел в традиционных чёрных шортах, Цикатич — в золотых. Бойцы начали практически без разведки, при этом Цикатич старался не подпускать «белого носорога» на близкую дистанцию, пробивая лоу-кики обеими ногами, однако Майк уверенно ставил блоки. Практически в первом же полноценном размене на ближней Цикатич пропустил связку и особенно правый кросс и рухнул на ринг. Судья начал отсчёт, а угол решил оценить состояние бойца. У Цикатича открылось кровотечение. Угол и сам Цикатич пытались убедить судей, что Бернардо использовал запрещенный приём, а также намеренно ударил Цикатича по затылку, сам Бранко лез в бой, его останавливал тренер, в итоге судьи решили остановить бой из-за рассечения, а Цикатичу записали технический нокаут. В четвертьфинале Бернардо поджидал старый знакомый Петер Аэртс, который в первом раунде остановил американского бойца Джеймса Уорринга. На этот раз Аэртс был сильнее, победив техническим нокаутом и выбил Майка из турнира.
На турнире K-1 World Grand Prix 1998 промоушену вновь удалось собрать лучших бойцов. На стадии 1/16 финала всем, уже зарекомендовавшим себя бойцам достались более лёгкие соперники, в частности, Бернардо получил в соперники ветерана-кикбоксера Мориса Смита. Смит начал разбрасывать лоу-кики, которые, однако не доставляли особых проблем Бернардо. Соперники успели побывать на полу, однако при явном доминировании оппонента Смит продержался весь бой, а Бернардо выиграл решением и прошел в следующий раунд. В четвертьфинале Бернардо поджидал бразилец Франсиско Фильо, который перебил американского кикбоксера Рика Руфуса (ТКО). В бою с Бернардо Фильо пытался реализовать свои козыри, атакуя лоу с дистанции, однако Майк неизменно встречал его сериями ударов руками. Первым номером был Бернардо, постоянно атакуя и сокращая дистанцию, где и Фильо демонстрировал ударную технику, в основном защитную. Один из ударов Майка отправил Франсиско в нокаут, но тот нашел в себе силы и встал в стойку. Однако через несколько секунд Фильо получил оверхенд правой и упал. В итоге, Бернардо одержал заслуженную победу и прошёл в полуфинал. В полуфинале жребий снова свёл Бернардо с Аэртсом. Бойцы начали без раскачки, Майк всё также делал ставку на мощь ударов руками, а Петер был более разнообразен, подключая лоу. После двоечки Майк отправляется в нокаут, однако встаёт. Аэртс тут же включает скорость и вновь отправляет Бернардо в нокаут, после которого бой заканчивается, а в финал турнира выходит Петер Аэртс.
Неудачным стал для Бернардо турнир K-1 World Grand Prix 1999, когда жребий уже в первом раунде свёл его с Мирко Филипповичем. Крокоп находился в отличной форме, что и доказал по ходу турнира, добравшись в итоге до финала. Майк в начале боя даже попробовал несколько раз атаковать хорвата его любимым лоу, однако Крокоп отвечал тем же. Соперники осторожничали — Майк знал об убийственных лоу и хайкиках хорвата, а тот старался не попасть под удары руками. Неожиданно Филиппович пошёл в атаку, провёл двоечку, а затем завершил бой хайкиком, Майк отправился в нокдаун. После возобновления боя Филиппович пошёл вперед и нанес несколько ударов руками, а Майк вновь отправился на канвас. После третьего нокдауна судья решил прекратить поединок. Так Крокоп прошёл в четвертьфинал, а Бернардо остался за бортом турнира.
Важнейшим в карьере бойца стал 2000 год, в котором Майк провёл несколько боёв. На турнире K-1 Africa Grand Prix 2000 он выиграл нокаутом у бразильского бойца Серхио Эспедито. В четвертьфинале турнира K-1 World Grand Prix 2000 in Fukuoka на третьей минуте боя правым хуком отправил в нокаут шведа Юргена Крута, а в полуфинале уже на 34-й секунде боя отправил в технический нокаут своего соотечественника, кикбоксера Эндрю Томпсона, который до этого выиграл турнир K-1 Africa Grand Prix 2000. В финальном бою Майк вновь встретился со своим давним соперником, которому проиграл менее года назад, Мирко Филипповичем. Мирко подошёл к бою с травмой ноги, полученной в предыдущем бою, поэтому дрался в несвойственной для себя манере — мало пробивал ногами, клинчевал. Майк также был вынужден сменить тактику, пробивая в клинче коленями и лоу. В одном из эпизодов Майк попал Крокопу по травмированной ноге, тот упал, а рефери начал отсчитывать нокдаун. В этот момент угол Крокопа выбросил полотенце, а Майк одержал победу техническим нокаутом. Таким образом, Бернардо реабилитировался за поражение в предыдущем бою с Филипповичем, а также впервые стал победителем крупного турнира под эгидой K-1.
В следующем году Бернардо вновь принял участие в турнире K-1 World Grand Prix 2001 in Fukuoka, где в четвертьфинале уступил австралийскому бойцу Адаму Уатту после двух нокдаунов. Уже через два месяца на турнире K-1 World Grand Prix 2001 Final состоялся матч-реванш, который по итогам трёхраундового боя решением выиграл Майк Бернардо. В 2002 году последовало два поражения — одно от Рэя Сефо, который одержал победу решением по итогам пяти раундов на турнире K-1 World Grand Prix 2002 in Nagoya, а затем попал в нокдаун от ударов Гари Гудриджа на турнире K-1 World Grand Prix 2002 in Las Vegas. В 2002 году состоялись ещё три боя, на турнире K-1 Andy Spirits Japan GP 2002 Final Майк нокаутировал американца Тома Эриксона, однако на K-1 World Grand Prix 2002 Final Elimination решением в трёхраундовом поединке уступил Марку Ханту. В декабре последовал матч-реванш с Гари Гудриджем, в котором тот был нокаутирован хуком справа на третьей минуте боя.
На турнире K-1 Beast 2003 Бернардо во втором раунде отправил в технический нокаут японца Цуёси Накасако. Затем на событии K-1 World Grand Prix 2003 in Fukuoka Майк встретился с уже знакомым Франсиско Фильо, с которым прошёл все пять раундов, однако победителя выявить не удалось, в итоге была зафиксирована ничья. В 2003 году состоялось ещё три боя с участием Бернардо, в двух он одержал победу (против американца Эрика Эша и белоруса Сергея Гура), а один бой проиграл другому белорусу Алексею Игнашову. К боям он подходил в статусе ветерана единоборств, в основном выступая против более молодых соперников.
Следующий, 2004 год стал последним в профессиональной карьере в смешанных единоборствах, в этом году на различных турнирах Майк Бернардо дважды проиграл, один бой выиграл, а один свёл вничью.

### Религия
Майк был глубоко религиозным человеком. Его вера играла важную роль в жизни и спортивной карьере. 

«До боя я молюсь, чтобы Бог хранил нас обоих. И его воля реализуется. В моем сердце нет места для чувства мести, я не хочу причинять боль только для того, чтобы причинить боль. Но я хочу соревноваться с этим человеком, который стоит напротив меня. Мы оба являемся соперниками, которые находятся на одной линии и мы используем все свои навыки, чтобы понять, кто лучше готов сегодня. То, что я хочу сказать — это то, что у каждого из нас есть удача, удача есть у каждого человека. Иисус — наш спаситель, он — путь надежды, любви, мы надеемся на исцеление. И когда он с нами, мы можем достичь всего, что пожелаем. Это то, что я хочу сказать.»— 
Майк часто выходил на бои в чёрном халате с вышитым жёлтым крестом, а также жёлтый крест был вышит на его шортах спереди слева. В середине карьеры он был погружен в себя и перед выходом читал молитвы.

### Карьера в боксе
Несмотря на то, что известность к Майку Бернардо пришла в промоушене K-1, он также был профессиональным боксёром и дебютировал 28 февраля 1993 года в бою против Делиуса Мусемва. В третьем раунде Майк одержал победу нокаутом. Во втором бою 7 апреля 1993 года Бернардо проиграл техническим нокаутом в первом раунде Антону Нелу. После нескольких побед он завоевал вакантный титул чемпиона WBF в бою с Даном Джерлингом, нокаутировав чехословацкого бойца в шестом раунде. Бой состоялся в мае 2000 года. 8 июня 2001 года Майк Бернардо защитил свой титул в бою против Питера Макнили, в котором он нокаутировал Макнили за 41 секунду. Бой проходил в родном для Майка Кейптауне. В мае 2002 года так как Бернардо долго не проводил боёв, он был лишен пояса. Статистика профессиональных боёв Майка в боксе таким образом составляет 13 поединков, в которых он одержал 11 побед, один раз проиграл и один раз отбился вничью. Большинство боёв (8) прошло в ЮАР, два боя состоялись в США, по одному — в Венгрии, Японии и Мексике. 69 % боёв завершились нокаутами.

### Смерть
После окончания карьеры в смешанных единоборствах, Майк Бернардо получил образование и стал заниматься клинической психологией. Практика Майка находилась в Лэйксайде, Кейптаун, где он оказывал помощь и поддержку людям после травмы и борющихся с зависимостью, в основном молодёжи. Также он занимался промоутерской деятельностью в MMA компании со своим старым тренером Стивом Калакода. Часто он занимался сёрфингом, а также гонял на чоппере под названием «Dragonslayer» по Капскому полуострову. В последние два года жизни Майк боролся с серьёзной депрессией и проявлениями гнева, истоки которых можно найти в его детстве и юношестве. 14 февраля 2012 года Бернардо был найден мёртвым в своём особняке в Муйзенберге. Обстоятельства смерти до сих пор остаются неясными.

## Достижения

### Кикбоксинг
- Чемпион мира по Муай-Тай в супертяжёлом весе Всемирной Ассоциации кикбоксинга 2004
- Чемпион мира по Муай-Тай по версии Всемирной Ассоциации организаций по кикбоксингу 1998
- Чемпион мира по Муай-Тай в супертяжёлом весе Всемирной Ассоциации кикбоксинга 1996

### К-1
- Бронзовый призёр турнира 2001 K-1 World Grand Prix in Nagoya
- Победитель турнира 2000 K-1 World Grand Prix in Fukuoka
- Бронзовый призёр турнира 1998 K-1 World Grand Prix
- Серебряный призёр турнира 1996 K-1 World Grand Prix
- Бронзовый призёр турнира 1995 K-1 World Grand Prix

### Профессиональный бокс
- Чемпион в супертяжёлом весе WBF